# Jakobsweg Melk–Persenbeug
Der Jakobsweg Melk–Persenbeug ist ein 31 Kilometer langer beschilderter Abschnitt des Jakobswegenetzes auf dem Jakobsweg Österreich im Nibelungengau im südlichen Waldviertel in Niederösterreich.
Der auch als Jakobsweg Südliches Waldviertel benannte Abschnitt des österreichischen Jakobsweges schließt an den Jakobsweg Göttweig–Melk im niederösterreichischen Landschaftsschutzgebiet Wachau an und führt vom UNESCO-Weltkulturerbe Stift Melk in der Stadt Melk im Mostviertel über die Donaubrücke zunächst nach Emmersdorf im südlichen Waldviertel.    
Nördlich der Donau verläuft der Jakobsweg großteils auf bestehenden Rad- und Wanderwegen, beispielsweise von Emmersdorf bis Urfahr und von Marbach an der Donau bis Gottsdorf auf dem Donauradweg und von Leiben bis Maria Taferl auf dem Rundwanderweg 22 (Ysper–Weitental).
Der Jakobsweg führt durch sechs Gemeinden des Bezirkes Melk im südlichen Waldviertel, endet beim Kraftwerk Ybbs-Persenbeug beziehungsweise bei der Donaubrücke und wird durch eine weitere beschilderte Route südlich der Donau im Mostviertel bis zur niederösterreichisch-oberösterreichischen Grenze bei Sankt Pantaleon-Erla fortgesetzt.

## Beschreibung
Nach Verlassen von Stift Melk und nach Überquerung der Donau verläuft der Jakobsweg im südlichen Waldviertel zunächst donauaufwärts am Donauufer vorbei an Emmersdorf, Schloss Luberegg und Weitenegg bis Urfahr, einem Ort in der Gemeinde Leiben, auf dem Donauradweg und führt dann nach Überquerung von Donau Straße und Donauuferbahn auf einem Wanderweg über  Leiben nach Artstetten mit dem Schloss Artstetten und weiter bis zum Wallfahrtsort Maria Taferl. Der Weg führt dann wieder ins Donautal nach Marbach an der Donau und von dort entlang der Donau bis Gottsdorf und Persenbeug.

## Projekt
Die Beschilderung des Jakobsweges im südlichen Waldviertel erfolgte durch ein Projekt der Öko Region Südliches Waldviertel in Zusammenarbeit mit den betroffenen Gemeinden Emmersdorf, Leiben, Artstetten, Maria Taferl, Marbach und Persenbeug-Gottsdorf sowie der Persenbeuger Ortsgruppe der Naturfreunde. Als Basis für die neuen Schilder wurde das niederösterreichische Wanderwegekonzepts angewendet. Der Jakobsweg wurde mit dem europaweit einheitlichen Jakobsstern mit symbolisierter Jakobsmuschel in Blau mit gelben Streifen gekennzeichnet.